# Maibritt Holsbøl
Maibritt Holsbøl (født 18. marts 1976), er en dansk danselærer, koreograf og tv-vært. Hun startede som lille til dans og udviklede gennem årene sit talent til dans ved koncerter i udlandet. Holsbøl er tidligere vært på The Voice TV i programmet Ucensureret. Først sammen med Stine Kronborg og senere hen Mascha Vang inden de begge blev fyret. Hun har været med i flere musikvideoer som for eksempel Infernals "A to the B"
I januar 2004 var hun danser i Krøniken, afsnit 1. Samme sommer var hun koreograf for ungdomsmusicalen Past Forward i Brøndby i 2007.

## Reference
1. ↑  Maibritt Holsbøl på danskfilmogtv.dk